# Поплевинский
Поплевинский — посёлок в Скопинском районе Рязанской области России.
Население — 587 чел. (2023).
Расположен в Подмосковном угольном бассейне, в 16 км к югу от районного центра (города Скопин).

## История
Развитие посёлка связано с начавшейся после окончания Великой Отечественной войны шахтной добычей бурого угля (освоение залежей началось ещё перед войной, но в связи с приближением гитлеровцев шахты были затоплены). Первоначальное наименование населённого пункта — Аварийный. Сегодняшнее название различные источники связывают или с названием села Поплевина, или с Поплевинским угольным месторождением.
Добыча угля в посёлке была полностью прекращена в конце 1980-х годов.
Статус посёлка городского типа населённый пункт получил в 1950 году, с 2009 года — посёлок сельского типа.

## Население
| 1959 | 1970  | 1979  | 1989  | 2002 | 2006 | 2009 |
| ---- | ----- | ----- | ----- | ---- | ---- | ---- |
| 7306 | ↘6083 | ↘4751 | ↘3641 | ↘684 | ↘534 | ↘513 |
| 2010 | 2023  |       |       |      |      |      |
| ↘485 | ↗587  |       |       |      |      |      |